# Buttermilk Channel

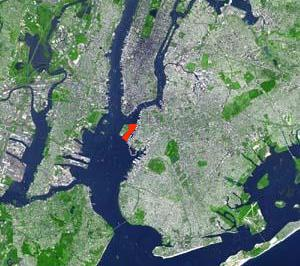
O Buttermilk Channel, mostrado em vermelho, em Upper New York Bay

Buttermilk Channel é um pequeno estreito de maré na Baía de Upper New York, na cidade de Nova York, a aproximadamente 1 milha (1,6 km) de comprimento e 0,25 milhas (0,40 km) de largura, separando a Governors Island do Brooklyn . O canal é marcado por vários auxílios à navegação (latas verdes nº 5 e 7 na entrada nordeste e gongo verde nº 1, marcando a maré baixa na ponta da Ilha do Governador). As correntes de maré no canal são bastante fortes.

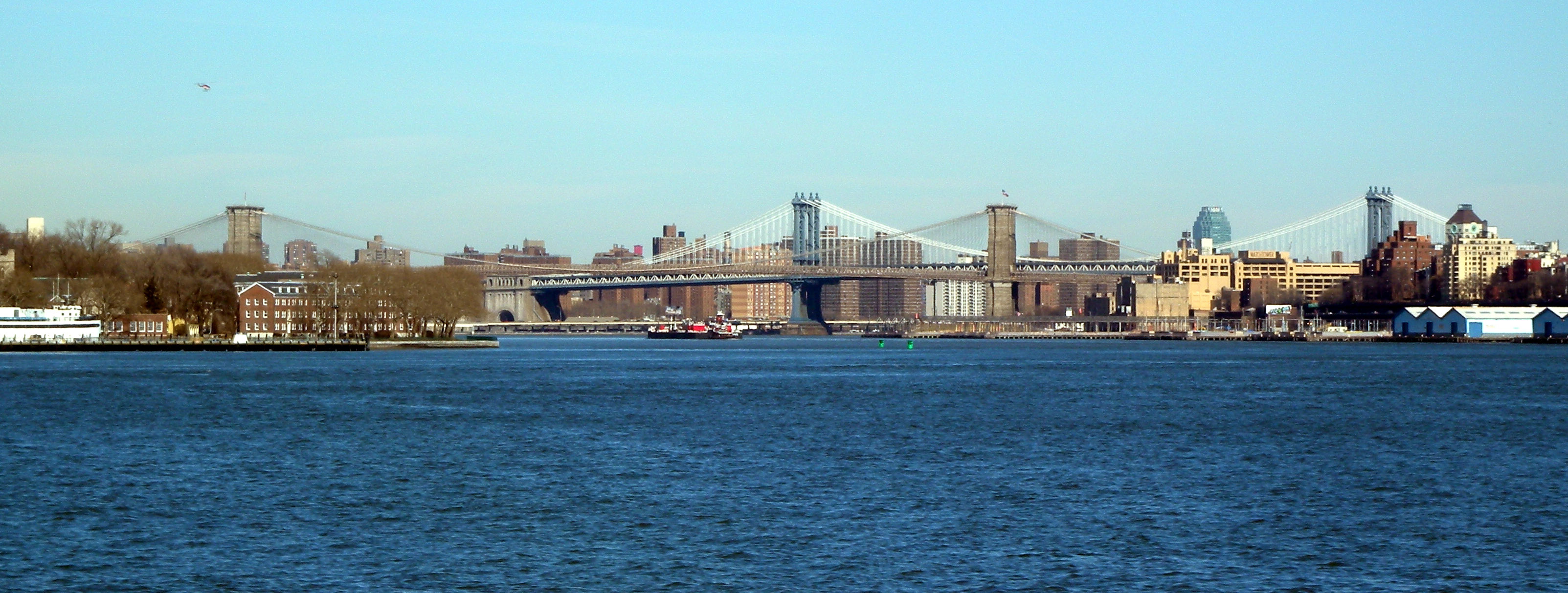
Olhando para o norte através do canal

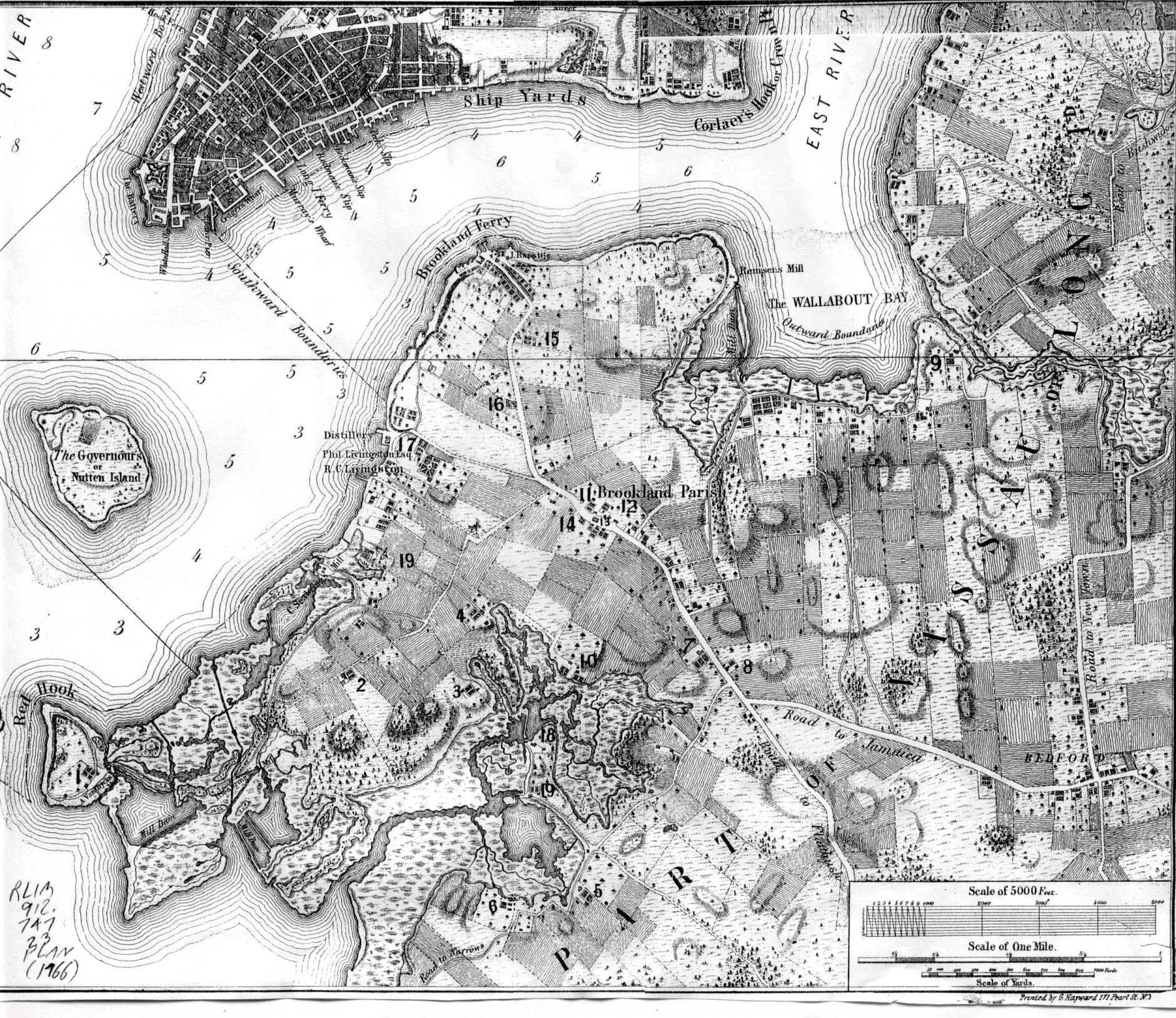
Mapa de 1766 indicando 4 braças profundidade do canal e largura meia milha (800m)

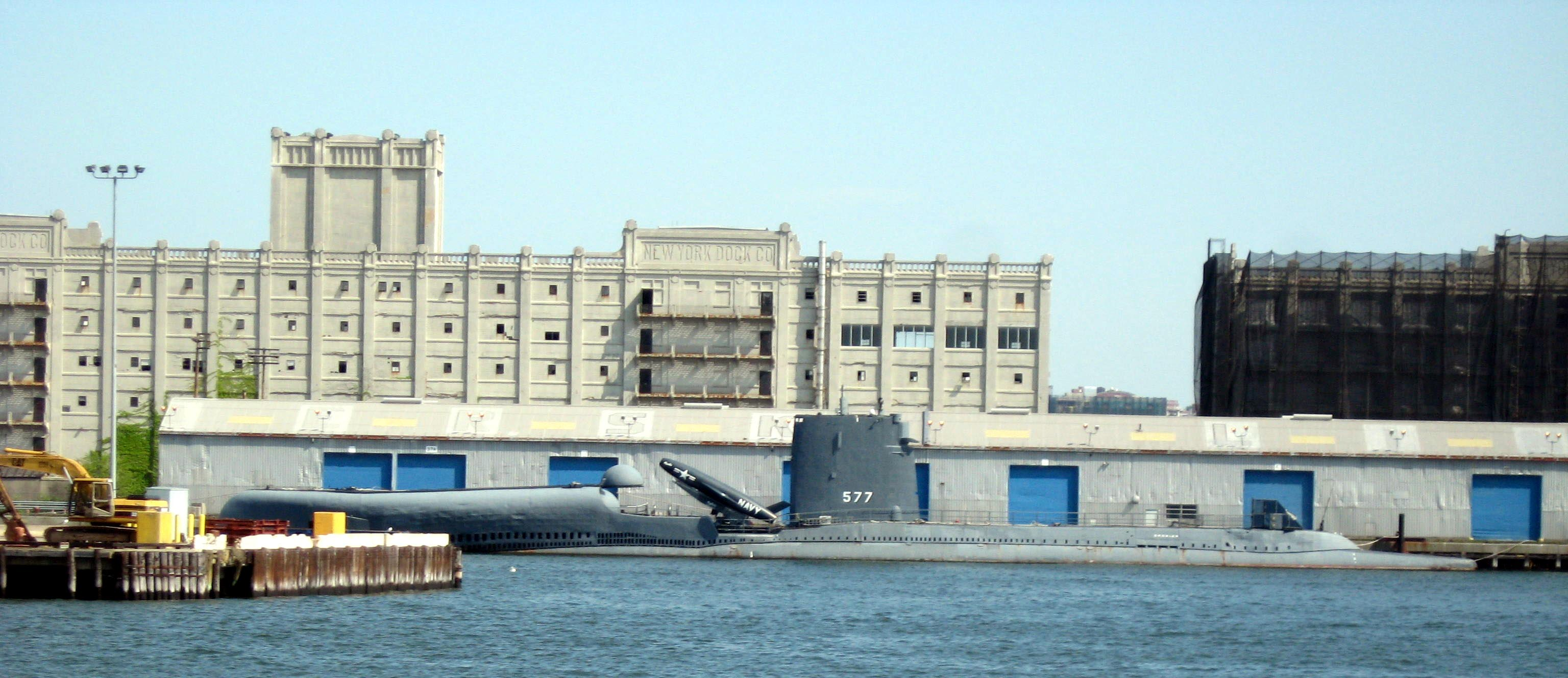
A Bacia do Atlântico em Red Hook, Brooklyn

## História
A origem do nome é incerta, mas acredita-se que seja uma referência aos produtores de leite que costumavam cruzar este canal de barco para vender seu leite nos mercados de Manhattan . Algumas pessoas acreditam que o canal recebeu esse nome porque atravessá-lo era tão difícil que o leite dos fazendeiros era transformado em manteiga quando chegavam a Manhattan. De acordo com outra lenda, antes de o canal ser dragado para acomodar navios de carga, as vacas o atravessavam na maré baixa para pastar na Governors Island. Em seus artigos de jornal sobre a história do Brooklyn, Walt Whitman escreveu sobre uma época "tão tarde quanto a Guerra Revolucionária (quando) o gado era levado do Brooklyn, pelo que hoje é Buttermilk Channel, para a Ilha do Governador". No rigoroso inverno vulcânico de 1817 - o inverno vulcânico que se seguiu ao " Ano Sem Verão " - quando o termômetro caiu para −26 °F (−32 °C), as águas de Upper Bay congelaram com tanta força que trenós puxados por cavalos atravessaram o Buttermilk Channel até a Governors Island.
No lado do Brooklyn, o desenvolvimento moderno começou na década de 1840, quando a Bacia do Atlântico e as docas, e a "Bacia de Erie" foram iniciadas. O primeiro é agora o Red Hook Container Port, o Brooklyn Cruise Terminal, e a parada Red Hook da rota NYC Ferry SB, enquanto o último é agora o local do Brooklyn IKEA .
Em 1902, o canal foi amplamente dragado pelo Corpo de Engenheiros do Exército dos Estados Unidos . Modificações subsequentes foram feitas em 1913, 1935 e 1962. Com profundidades mapeadas atuais de 35 a 40 pés (11 a 12 m), Buttermilk Channel ainda é uma via marítima movimentada que oferece o acesso mais conveniente à orla do Brooklyn. Até o final do século 20, o principal usuário do canal era a Guarda Costeira dos Estados Unidos, que tinha uma sede local na Ilha do Governador .
Em abril de 2015, o Corpo de Engenheiros do Exército emitiu um Pedido de Propostas para dragagem de manutenção adicional do Canal Buttermilk. O canal foi totalmente dragado no ano fiscal de 2016.